# 夢盗人 石川五右衛門
『夢盗人 石川五右衛門』（ゆめぬすっと いしかわごえもん）は、劇団岸野組の舞台作品。

## 夢盗人 石川五右衛門 -紫陽花場所-

### 公演
- 1993年6月12日～20日、東京芸術劇場小ホール2

### スタッフ
- 演出：岸野幸正・戸田恵子
- 台本：観世桂男
- 音楽：星出尚志
- 音響：清水吉郎
- 照明：関嘉明（日高照明）
- 美術：黒瀧きみえ
- 振り付け：福間むつ美
- 歌唱指導：武井陽子
- 舞台監督：粟飯原和弘
- 舞台監督助手：川岸真由美
- 大道具製作：(株)つむら工芸
- 衣装：三大寺志保美
- かつら：太陽かつら
- イラスト：青木麻貴

### キャスト
- 金田/五右衛門：岸野幸正
- お龍：藤田淑子
- 学者：大倉正章
- お銀：保月千恵子
- トク：(A)志賀克也、(B)麻生健史
- 亭主：大地黎
- お絹：鍋田桂子
- 女房：(A)林理恵、(B)横部彰子
- 伝七：鈴置洋孝
- 中村平蔵：中原潤
- 平次：田中完
- 五右衛門シスターズ：竹内文菜、鉄砲塚葉子、奥戸裕子、山路清子、(A)横部彰子、(B)林理恵
- アンサンブル：藤田まお、村上佳之、中野博行、(A)麻生健史、(B)志賀克也

## 夢盗人 石川五右衛門 -五月場所-

### 公演
- 1995年5月17日～23日、本多劇場[1]

### スタッフ
- 演出：岸野幸正・戸田恵子
- 台本：観世桂男
- 音響：清水吉郎
- 照明：関嘉明
- 音楽：星出尚志
- 歌唱指導：武井陽子
- 美術：黒瀧きみえ
- 美術助手：伊藤磨美
- 振り付け：福麻むつ美
- かつら：太陽かつら
- 衣装：三大寺志保美
- 宣伝美術：青木麻貴
- 舞台監督：粟飯原和弘
- 大道具協力：(株)つむら工芸
- 制作：大石千秋
- 協力：東京俳優生活協同組合、大沢事務所、青二プロダクション、オフィスストーンズ

### キャスト
- 金田/五右衛門：岸野幸正
- お龍：藤田淑子
- 学者：大倉正章
- お銀：保月千恵子
- トク：山寺宏一
- 亭主：目黒裕一
- 女房：竹内文菜
- お絹：鍋田桂子
- 伝七：鈴置洋孝
- 中村平蔵：大地黎
- 平次：田中完
- 五右衛門シスターズ： 林里映、山路清子、奥戸裕子、鉄砲塚葉子
- アンサンブル：藤田まお、村上佳之、中野博行、志賀克也、春原奈緒美

## 夢を掴む男 石川五右衛門外伝 -改訂版-

### 公演
- 2000年6月30日～7月9日、本多劇場[2]

### スタッフ
- 演出：岸野幸正
- 台本：観世桂男
- 音楽：星出尚志
- 音響：清水吉郎
- 作詞：戸田恵子
- 照明：関嘉明
- 歌唱指導：馬場陽子
- 振り付け：福間むつ美
- 美術：斎木信太郎
- かつら：太陽かつら
- 衣装：三大寺志保美
- 宣伝美術：鶴田勇一
- 舞台監督：粟飯原和弘
- 大道具製作：C-COM
- 制作：大石千秋
- 後援：文化放送
- 協力：大橋巨泉事務所、リコモーション、MGH、劇団アルターエゴ、ミツヤプロジェクト、シグマ・セブン、ジャンクション、青二プロダクション、アーツビジョン

### キャスト
- 金田：岸野幸正
- お龍：藤田淑子
- トク：塩屋浩三
- お銀：香坂千晶
- ばあちゃん：三ツ矢雄二
- お絹：鈴木真仁
- 文十郎：目黒光裕
- おたえ：山路清子
- 中村利三郎：大倉正章
- 奉行：長谷部高史
- アンサンブル：鉄砲塚葉子、藤田まお、志賀克也、奥戸裕子、徳倉紀久代、上岡昌雄、中澤政彦、木本恵美、吉田三紀、小山みゆき、仲澤克裕、根本恵大